# Onze-Lieve-Vrouw-ten-Hemelopnemingskerk (Doetinchem)
De Onze Lieve Vrouwe ten Hemelopnemingkerk is een parochiekerk van de Rooms-Katholieke Kerk in de Nederlandse stad Doetinchem. De kerk is genoemd naar en gewijd aan de ten hemel opgenomen Maria, de patrones van de gelijknamige parochie Maria Laetitia, die meerdere locaties omvat. Door de ligging in de wijk De Pas, in de nabijheid van het Pasplein wordt de kerk ook aangeduid als de 'Mariakerk op de Pas' of de 'Paskerk'. Het is sinds 2017 een van de locaties van de toen opgerichte Maria Laetitiaparochie voor Doetinchem en omstreken.
De kerk is aangemerkt als rijksmonument. Ze is van architectuurhistorische waarde als gaaf voorbeeld van een rooms-katholieke kerk met pastorie uit de eerste helft van de twintigste eeuw. Genoemd worden de esthetische kwaliteiten, met een architectonisch vrijwel gaaf en rijk interieur met een expressief, kleurrijk gebruik van baksteen, schilderingen en glas-in-lood. Kerk en pastorie zijn tevens van stedenbouwkundige waarde omdat ze bewust in het centrum van de toen nieuwe parochie en stadsuitbreiding zijn geplaatst en door hun zichtbaarheid een sterk beeldbepalende waarde hebben.

## Voorgeschiedenis
De kerk is in 1934 gebouwd ter vervanging van een bedehuis aan de Waterstraat dat te klein geworden was. Deze kerk beschikte over 331 zitplaatsen terwijl de parochie toen zo'n 2000 leden telde. Er was daarom behoefte aan een nieuw kerkgebouw.

## Architectuur
De kerk is een ontwerp van architect H.W. Valk uit 's-Hertogenbosch. Het gebouw vertoont elementen die zijn ontleend aan Romaanse en gotische kerkenbouw uit de middeleeuwen. Het is opgetrokken uit handgevormde bakstenen (roodbruin) waarvan de afmetingen herinneren aan de vroeg-middeleeuwse kloostermoppen. Vanwege de vormentaal, de klassieke massieve bouw, de breedtewerking, de vorm en de roodbruine kleur van de gebruikte steen en het metselwerk, doet de kerk veel ouder aan dan haar feitelijke leeftijd. Het overstekende dak met mastgoot rust op een geprofileerde bakstenen lijst. De vensters van de kerk, veelal bezet met glas-in-lood, kennen een bakstenen raamtracering binnen een omlijsting van hol- en kraalprofielen. Het met Romaanse pannen gedekte bouwwerk is vrijwel symmetrisch gebouwd.
De plattegrond heeft de vorm van een Latijns kruis; het schip met zijbeuken en half ingebouwde toren, de transepten met zijbeuken en het koor met vijfzijdige koorsluiting. In de oksels van de dwarsarmen zijn aanbouwen opgetrokken en aan de zuidoostzijde van de kerk is een dagkapel gebouwd. Het schip telt vijf traveeën die bij de lichtbeuken geleed worden door steunberen met ezelsruggen. De zijbeuken tellen vier traveeën; de drie oostelijke traveeën met driedelige spitsboogvensters zijn gelijk aan elkaar, de westelijke travee steekt voor het schip uit en bevat een enkel spitsboogvenster. De traveeën zijn gescheiden door steunberen met zowel aan de bovenkant als halverwege een afzaat. Boven de zijbeuken zijn vijf gedeelde spitsboogvensters zichtbaar. De transepten met zadeldak en zijbeuken zijn in de oksels met het koor en het schip vergroot met aanbouwen. Aan de westzijde van beide transepten zijn twee aanbouwen in elkaar verweven. Aan de oostzijde van de beide transepten steekt een aanbouw met een enkel spitsboogvenster zowel naar boven als naar het oosten toe uit. De transepten, opgebouwd uit twee gelijke traveeën in het midden, een vrijwel gelijke maar blinde travee aan het uiteinde en een bredere travee bij het schip, zijn bij de lichtbeuken onderverdeeld door steunberen met een afzaat en een ezelsrug. Bij de steunberen van de zijbeuken bevindt zich zowel aan de bovenkant als halverwege een afzaat. De westzijde van de zijbeuken van de transepten bevat slechts een driedelig spitsboogvenster. In de lichtbeuken zijn aan de westzijde twee gedeelde- en bij het schip een driedelig gedrukt spitsboogvenster aangebracht. De oostzijde van de lichtbeuk van het noordelijk transept telt twee gedeelde vensters; bij het zuidelijk transept is ten gevolge van de aanbouwen geen lichtbeuk aanwezig. De eindgevels van de transepten bevatten twee tweedelige gedrukte spitsboogvensters met aan weerszijden een blindnis. Onder deze vensters loopt een waterlijst; langs het dak een bakstenen sierrand. In de top bevindt zich een klein venster.
Het vijfzijdig gesloten priesterkoor, waarvan de hoeken zijn geaccentueerd door overhoeks geplaatste steunberen, is afgesloten door een vijfzijdig tentdak. Het bevat tweedelige gedrukte spitsboogvensters met bakstenen tracering die rusten op een waterlijst. Dit priesterkoor, waarbinnen het altaar een centrale plaats inneemt, is in het centrum van de kruisvorm geplaatst, recht onder de koepel. De aandacht van de bezoekers wordt zo op het altaar geconcentreerd om de liturgische functie van het gebouw te benadrukken. Het kerkgebouw is zogenoemd christocentrisch. Om de koepel met tentdak tot zijn recht te laten komen, is de hoofdtoren betrekkelijk laag gehouden; de vieringtoren meet 25,5 meter en de klokkentoren 37,5 meter. 
De gedrongen, massieve klokkentoren kent vier geledingen en overhoekse steunberen die de toren extra zwaar maken. In de onderste geleding bevindt zich de ingangspartij bestaande uit een hoog gedrukt spitsboogvenster met bakstenen traceringen en hol- en kraalprofielen. De dubbele houten opgeklampte deur met smeedijzeren nagels heeft aan de bovenzijde de vorm van een segmentboog. Tussen het hoge venster en de deur bevindt zich een vierdelig boogfries met onder de middelste twee bogen een venster. De middelste twee geledingen zijn identiek. De steunberen bevatten hier aan drie zijden blindnissen. Twee blindnissen doorbreken alle zijden van de toren. De vierde geleding bevat aan alle zijden twee galmgaten voor de klokken.
Een diagonaal geplaatste gang verbindt het noordelijk transept van de kerk met de pastorie. De gang telt zes traveeën die zijn geleed door steunberen met een verjonging op een derde van de hoogte en afgesloten door een afzaat. De tweede travee gerekend vanaf de kerk bevat een dubbele houten opgeklampte deur met smeedijzeren nagels. De overige vier ijzeren rondboogvensters bevatten 15-ruits glas-in-lood vensters. De gang wordt afgesloten door een blokgoot op een geprofileerde bakstenen lijst. De pastorie vertoont invloeden van de Delftse School.
Met de bouw van de kerk en pastorie werd in augustus 1933 begonnen en in december 1934 kon de kerk worden ingewijd. Bouwpastoor was Wilhelmus Fredericus Amse. De aannemingssom (voor kerk en pastorie) was fl. 118.340,00. Bij een bombardement in februari 1945 werd de pastorie beschadigd, en ook de kerk had schade aan ramen en dakpannen.

## Interieur
In het interieur concurreren monumentale schilderingen met de even monumentale architectuur. Schilder Jacob Ydema maakte ze in 1948. Ze zijn met minerale verf van Keim rechtstreeks op de ruwe baksteen aangebracht, een lastige manier van werken volgens de kunstenaar.
De triomfboog toont de traditionele voorstelling van Christus in een mandorla van regenbogen, tussen Maria, de patroonheilige van de kerk, en Johannes de Doper. Voorts twee heiligen: de bisschoppen Bonifatius en Willibrord. Eenzelfde opzet is te vinden in andere kerken beschilderd door Ydema. In de boogzwikken links en rechts zijn de vier evangelisten en de apostelen afgebeeld. In de koepel staat in het Latijn: Heilig, heilig, heilig, de Heer de God der hemelse machten. Vol zijn hemel en aarde van uw heerlijkheid. Hosanna in den hoge. Het thema van de schilderingen is hier de grootsheid het scheppingswerk. De regenboog duidt op het verbond tussen God en mens. In de noordelijke zijbeuk zijn de vier grote profeten afgebeeld die de Verlosser aankondigen: Daniel, Jesaja, Ezechiel en Jeremia. In de zijkapellen is de ontmoeting van Maria met haar nicht Elisabeth afgebeeld en Maria als sterke vrouw onder het kruis. In de zuidelijke zijbeuk staan de kerkleraren: Ambrosius en Augustinus, Hieronymus en Thomas van Aquino. De muren van de zijkapellen tonen de vlucht naar Egypte en de verschijning van een engel in een droom aan Jozef. 
De ondergrond heeft in grote mate de stijl van de schilderingen bepaald; de ruwe rode stenen en het grove metselverband hebben de schilder gedwongen om de figuren en motieven te reduceren tot de kernelementen; details zouden verloren gaan. Deze noodzaak en de oplossingen van de kunstenaar hebben bijgedragen tot een krachtige uitstraling van de muurschilderingen.
De gebrandschilderde ramen in doopkapel en Mariakapel zijn van de hand van G. Lelievelt uit Doetinchem. De glas-in-loodramen in het middenschip staan in het teken van de eucharistie en zijn een geschenk van Marie Vriezelaar. Ze werden gemaakt door de kunstenaar Jan Everts uit Amsterdam. De ramen in koor en zijbeuken zijn een geschenk bij het 25-jarig priesterfeest van pastoor Amse. Ze werden al voor 1940 gemaakt, tijdens de oorlog in de kelder opgeslagen, en na 1945 geplaatst. Het altaar was oorspronkelijk voorzien van een baldakijn dat de sacrale functie ervan benadrukte. Het orgel is in 1956 gebouwd door de firma B. Pels.

## Klokken
De originele luidklokken zijn in de Tweede Wereldoorlog geroofd door de Duitser bezetters en in 1943 omgesmolten voor ander gebruik. Na 1945 kwamen er drie nieuwe klokken in de toren.
- De grootste klok heeft een diameter van 1365 mm en een gewicht van 1635 kg. De toon is d. Hij is in 1948 gegoten door Eijsbouts-Lips te Drunen. De inscriptie luidt Confortetur in Dominio per illud populus tuus convocatus: 'Moge uw volk, door deze klok samengeroepen, versterkt worden in de Heer'.
- De tweede klok heeft een diameter van 1222 mm en een gewicht van 1197 kg. Hij is in 1957 gegoten bij Petit en Fritsen. Hij memoreert het honderdjarig bestaan van de parochie en het 25-jaar pastoorsjubileum van pastoor Amse. De inscriptie zegt Ave Maria: 'Wees gegroet Maria'.
- De derde klok heeft een diameter van 620 mm en een gewicht van 150 kg. De toon is e. Eijsbouts-Lips was in 1948 de maker. De inscriptie is Angelus Domini nuntiavit Maria: 'De engel des Heren heeft aan Maria geboodschapt'. Dit is de zogenaamde angelusklok die iedere dag om 8.00 uur, 12.00 uur en 18.00 uur luidt.

## Afbeeldingen

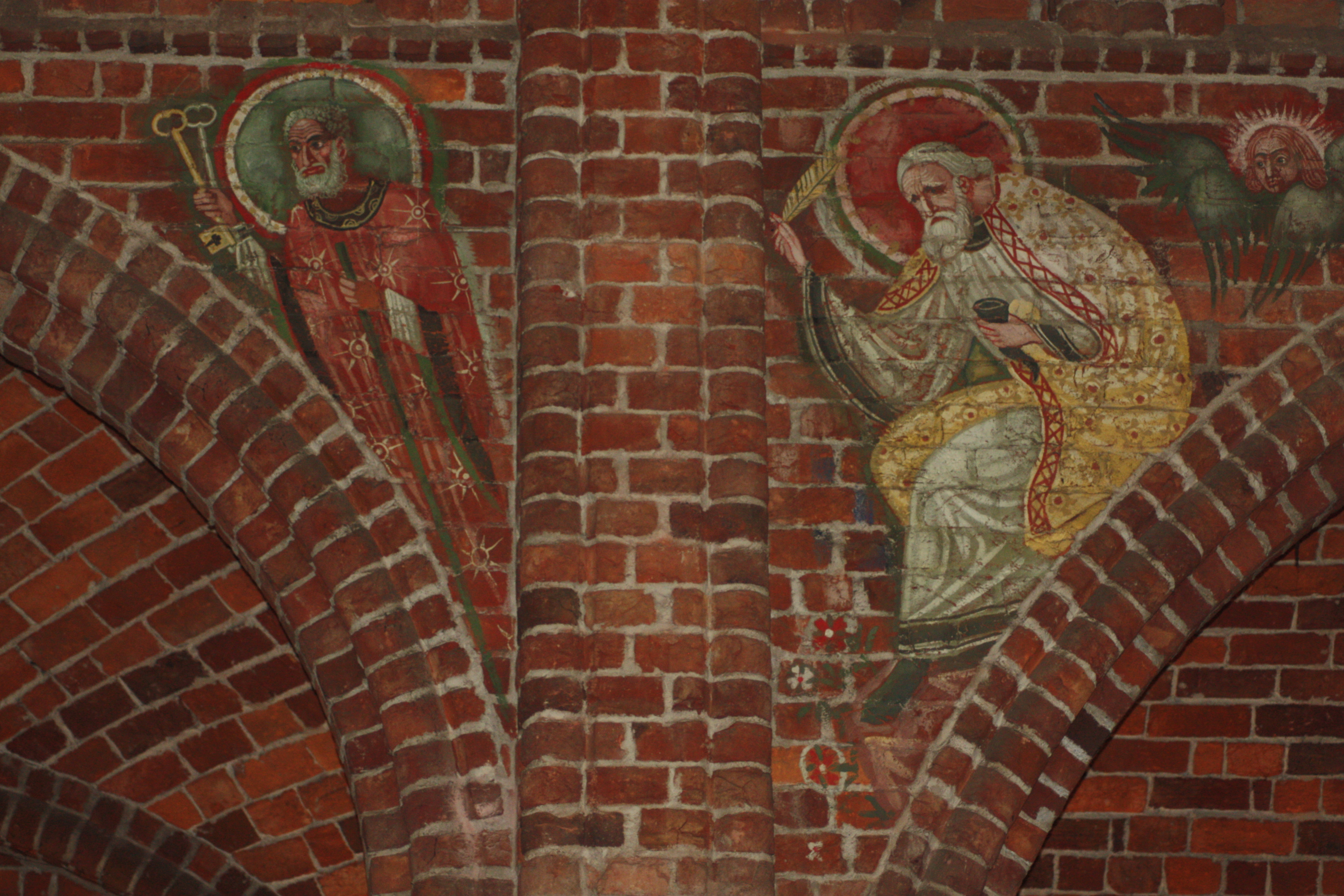
Jacob Ydema, Apostel Petrus en evangelist Johannes, Paskerk Doetinchem, 1947-1948
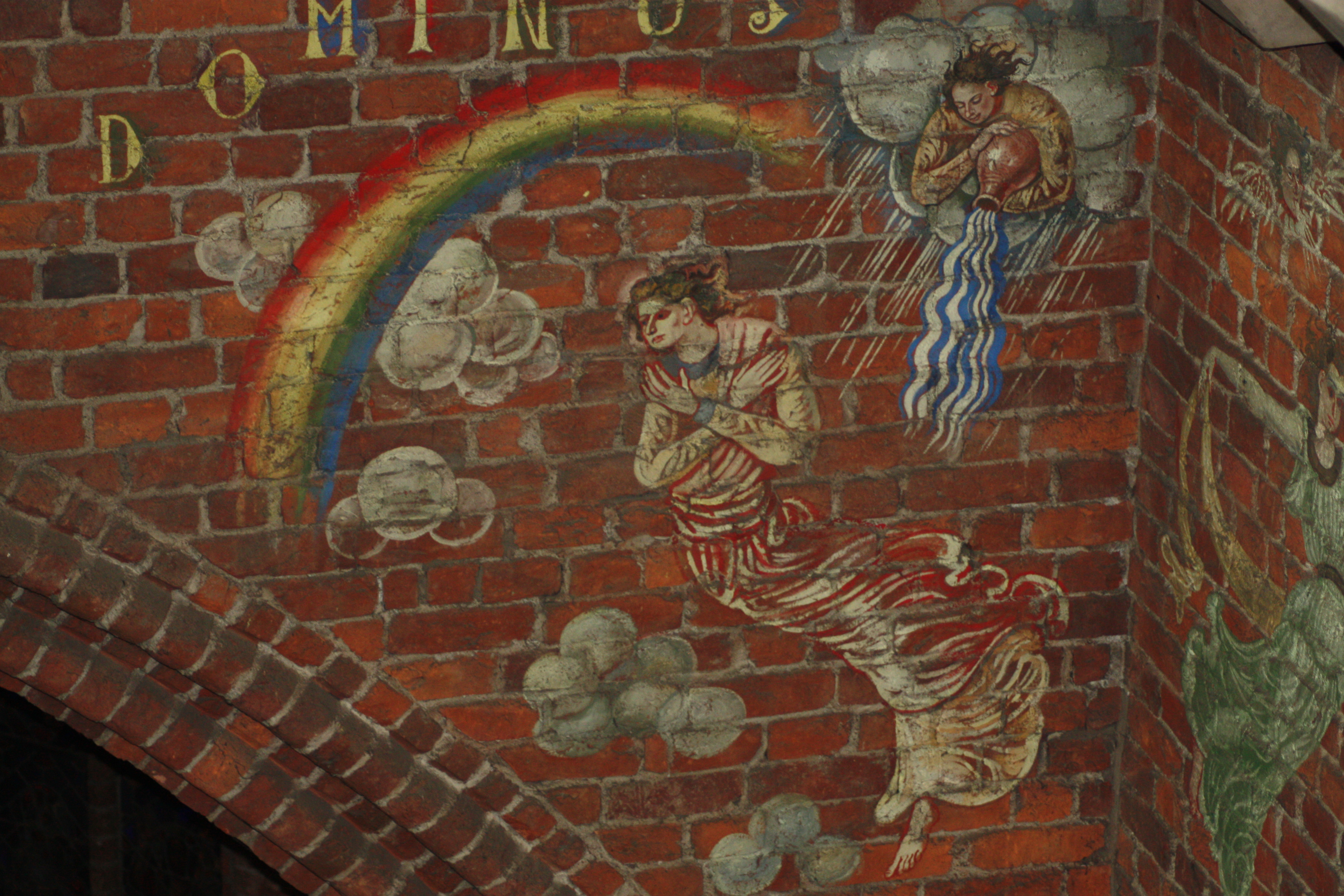
Jacob Ydema, Regen en Dauw, Paskerk Doetinchem 1947-1948
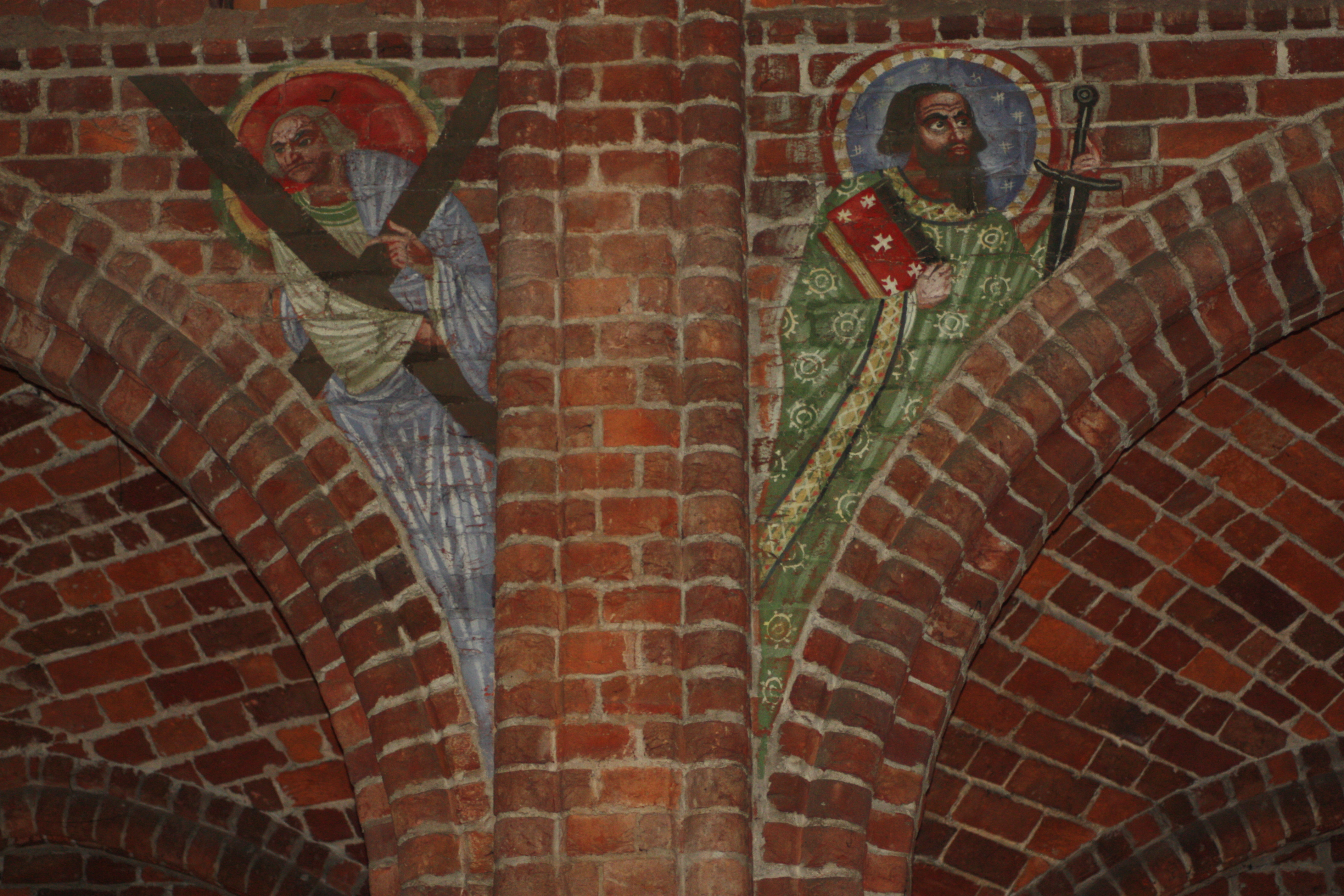
Jacob Ydema, Apostelen Andreas en Paulus, Paskerk Doetinchem 1947-1948
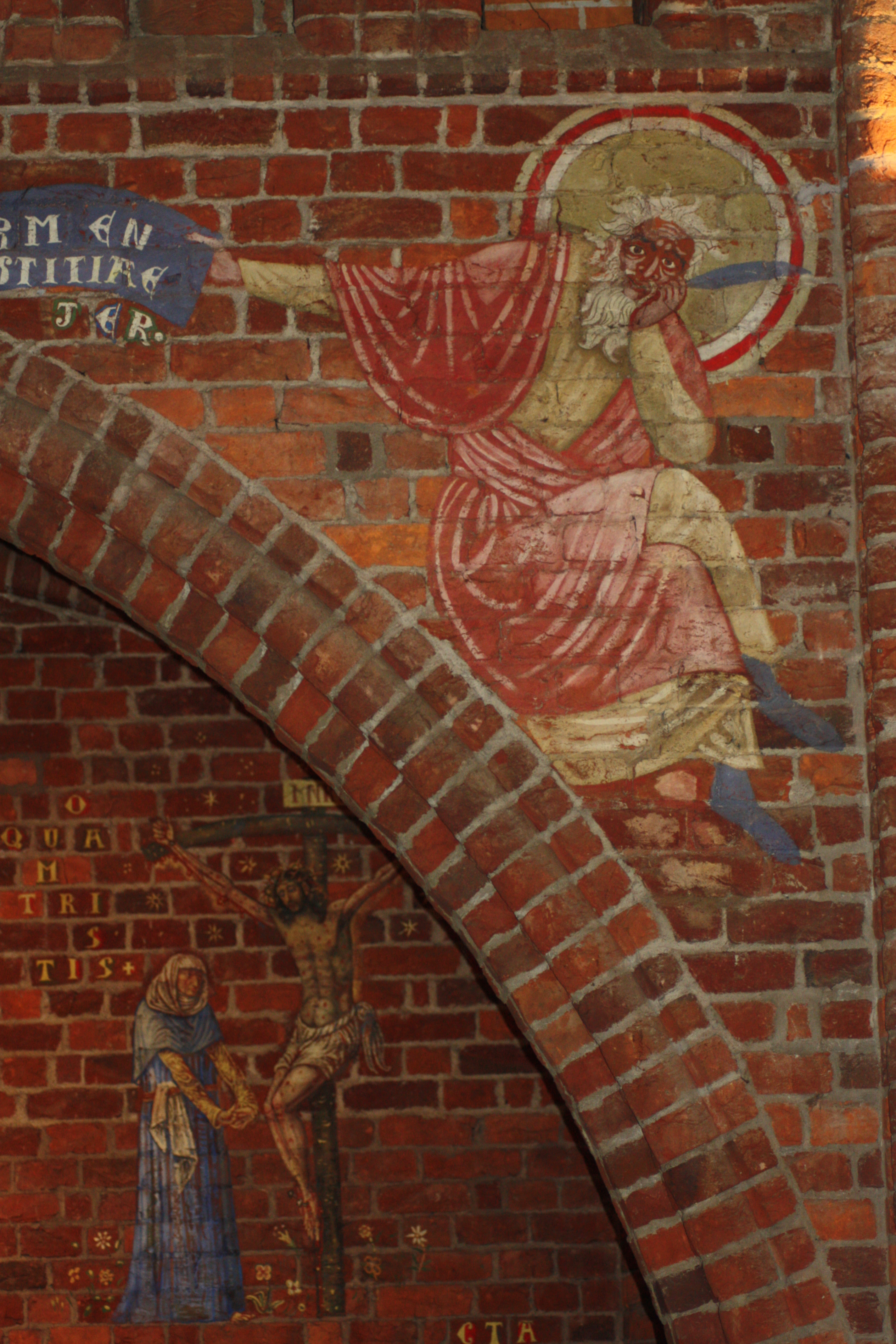
Jacob Ydema, Profeet Jeremias en Kruisiging, Paskerk Doetinchem 1947-1948
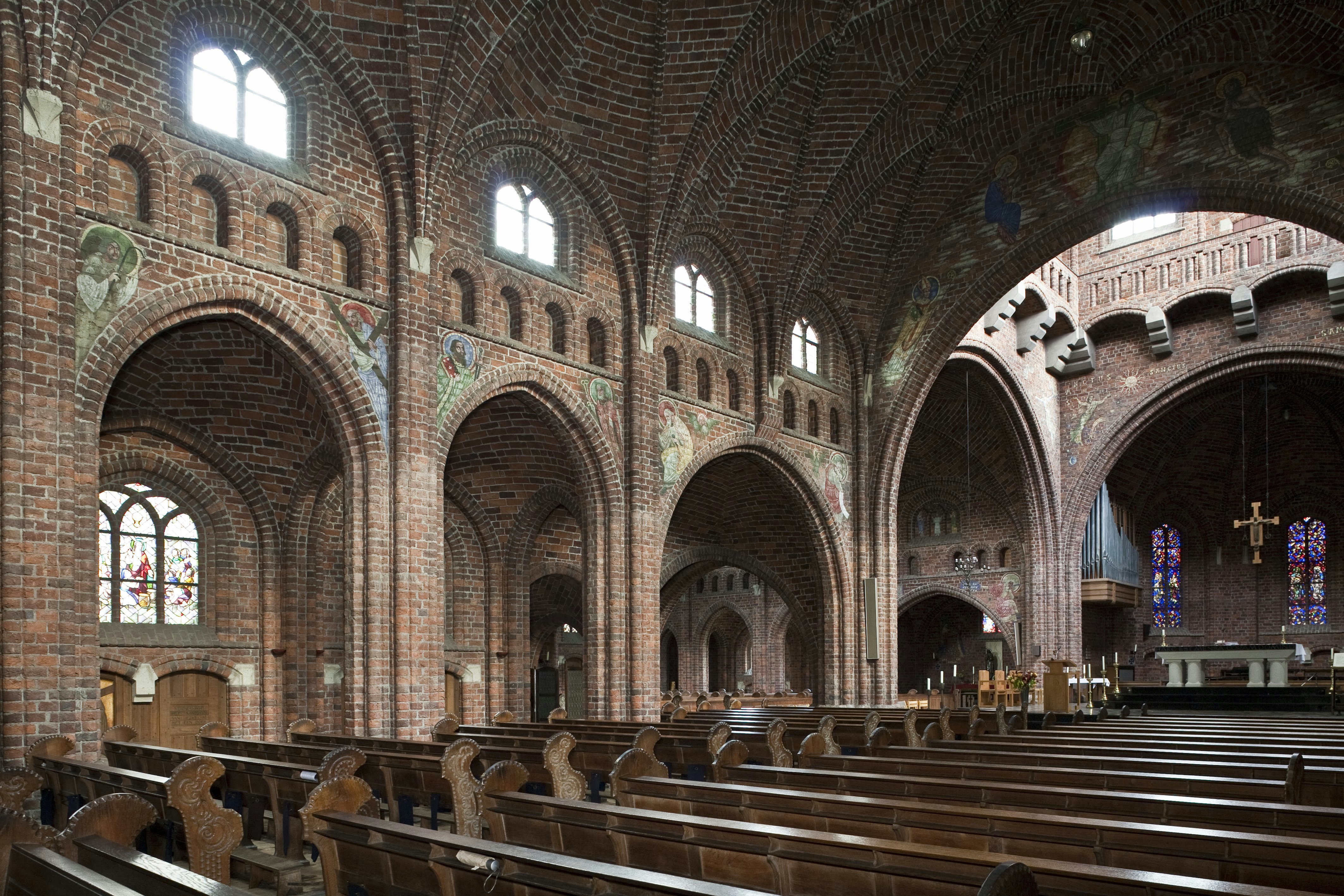
Overzicht van de kerk; het schip en zicht op het noordelijke transept
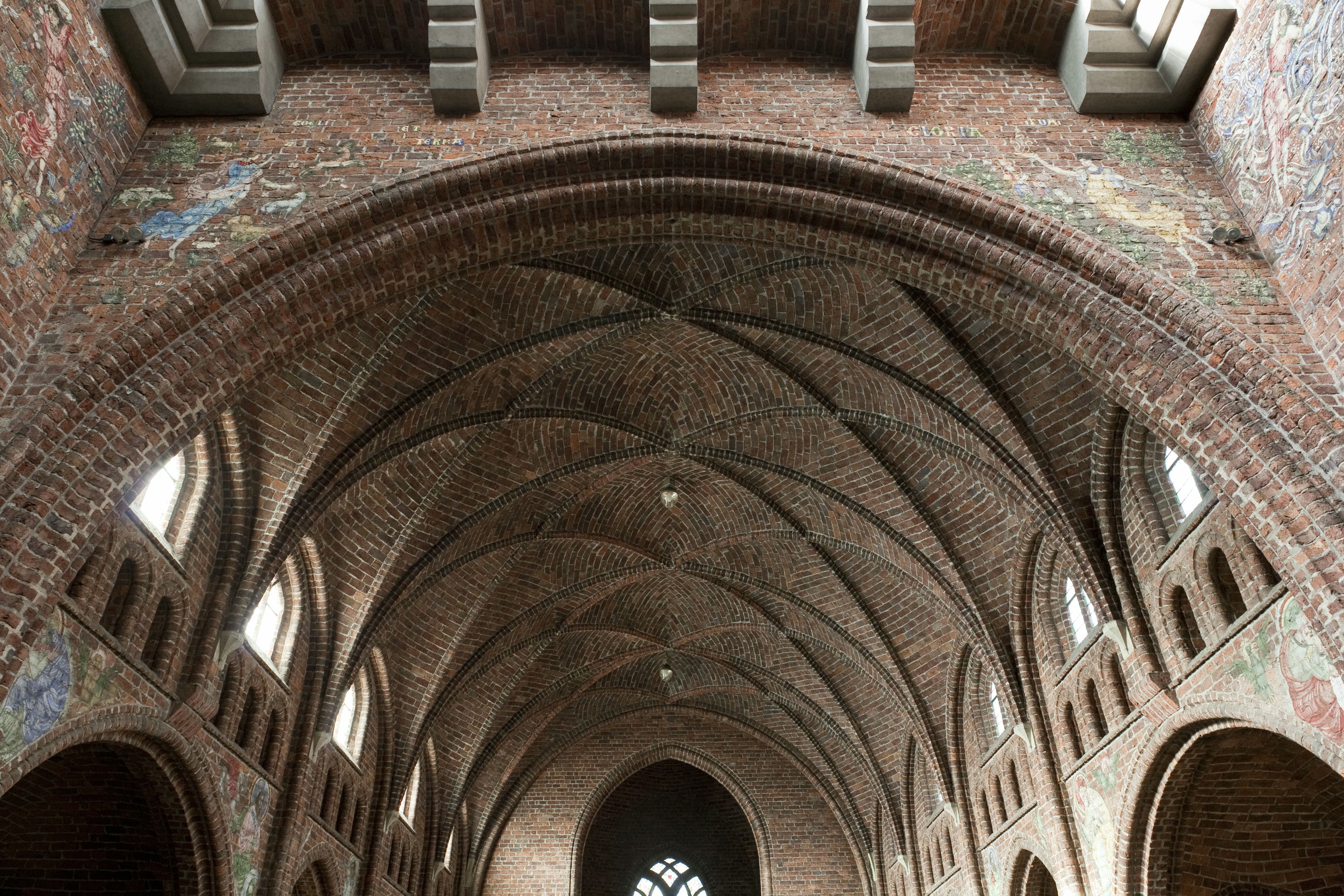
Gewelf boven het schip
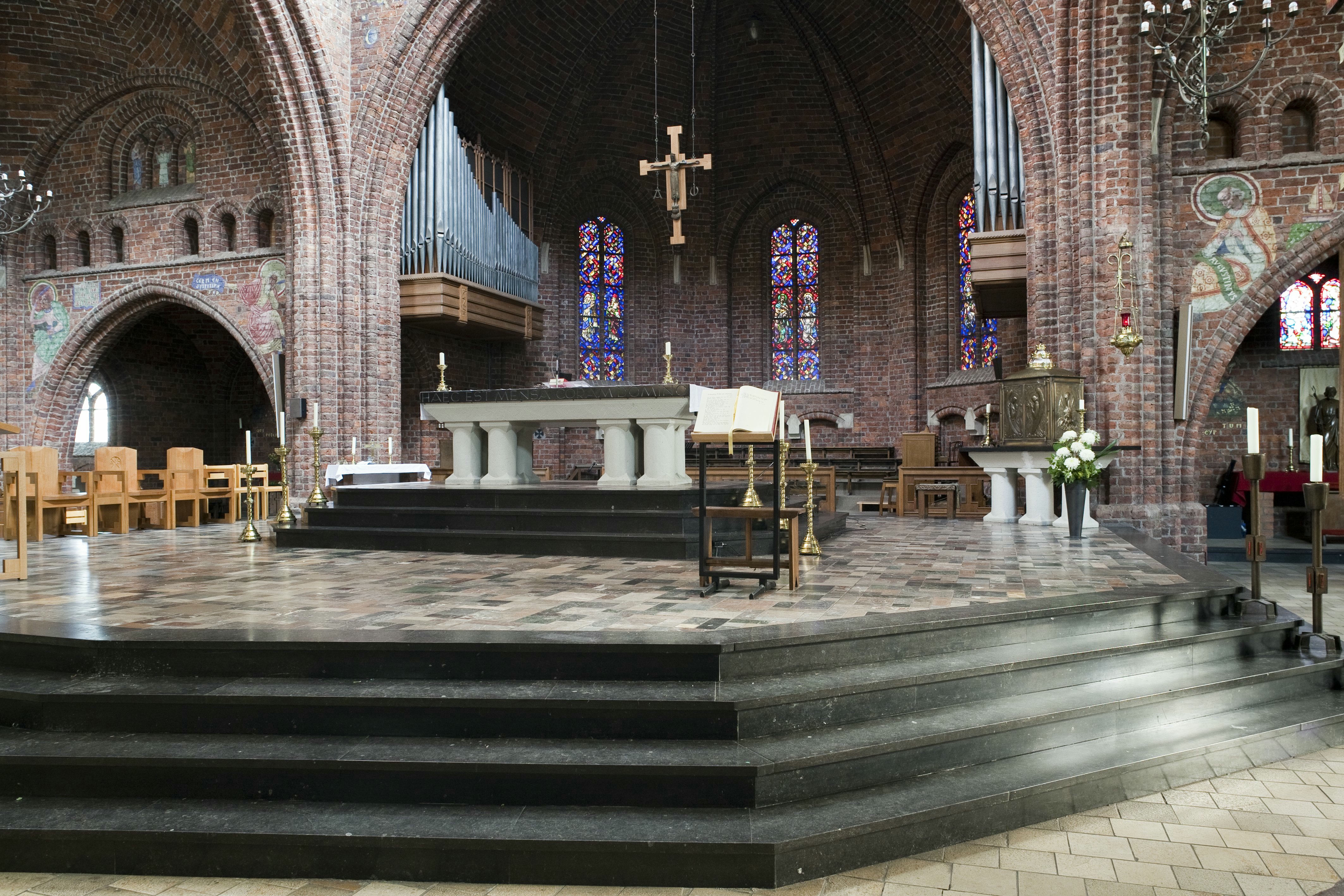
Sacraal centrum
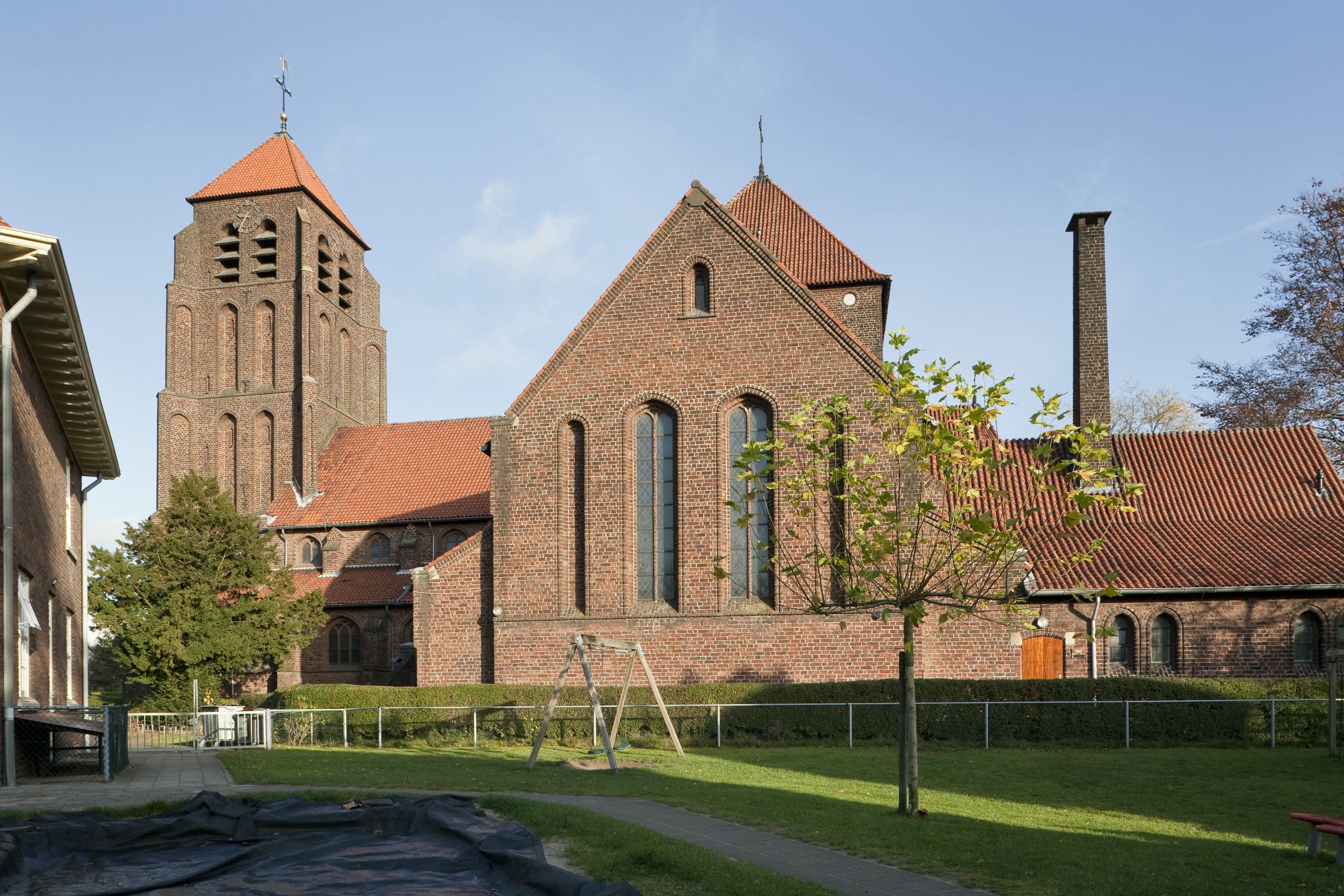
Zuidgevel en toren
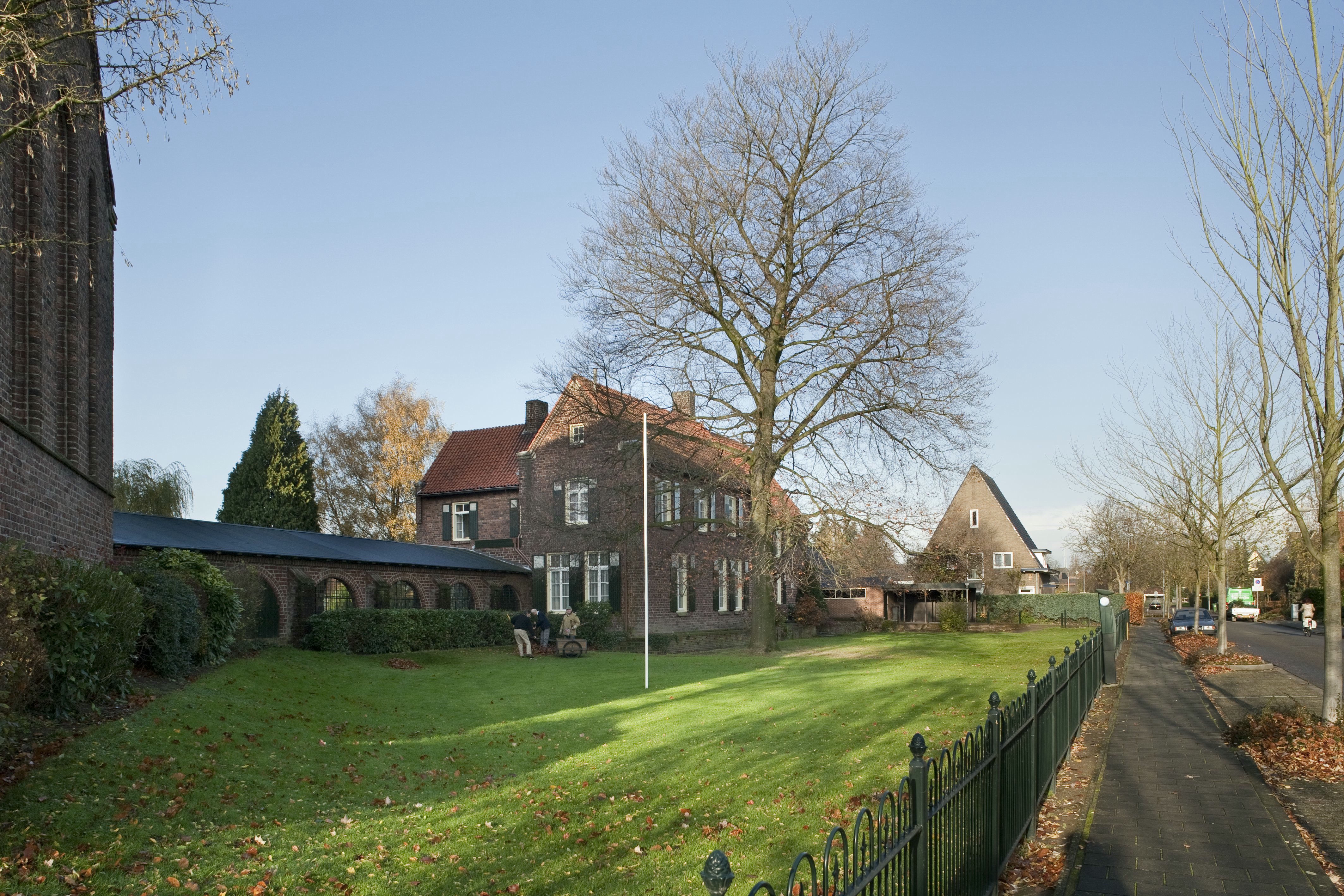
Pastorie met verbindingsgang naar de kerk
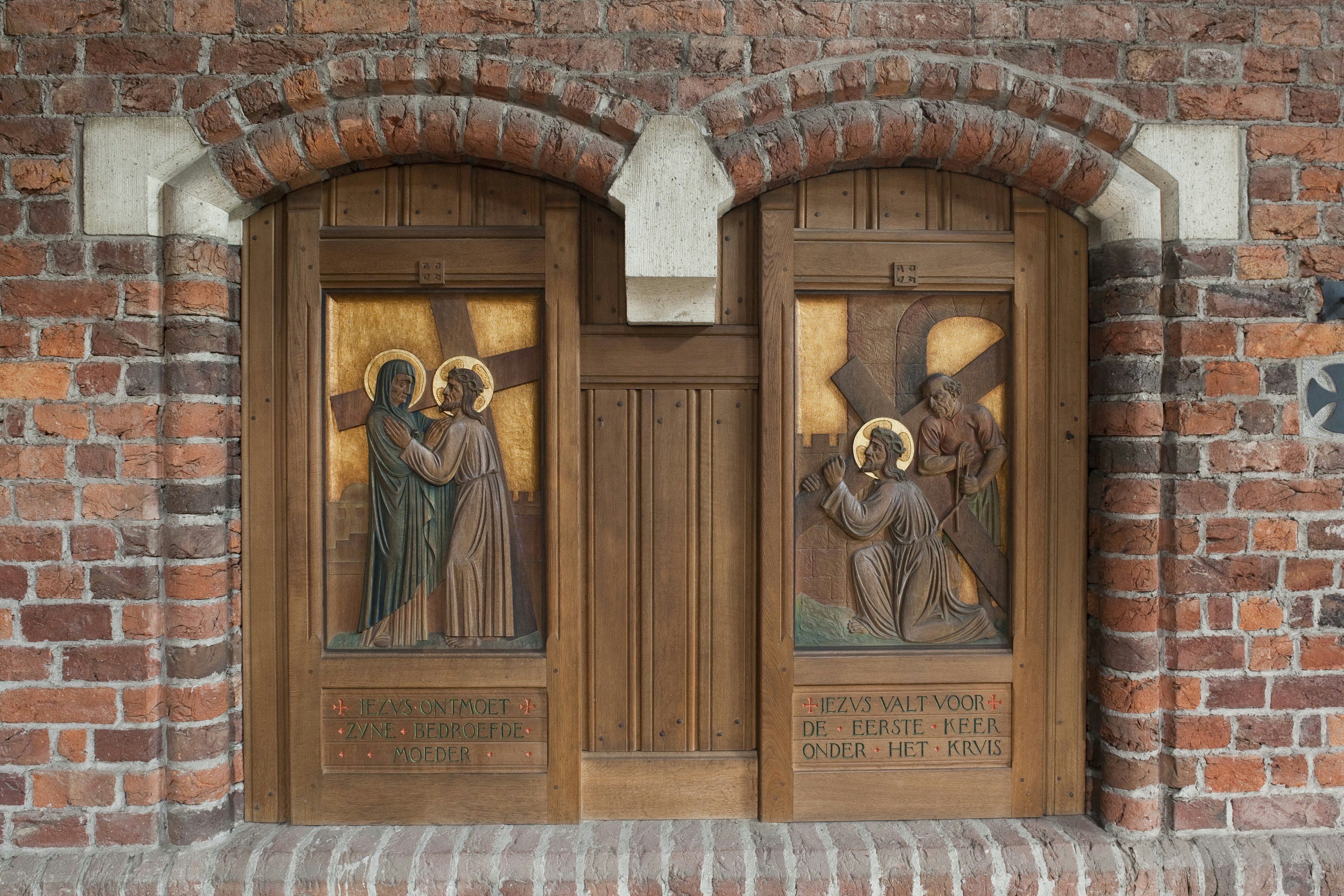
De kruisweg van eikenhouten reliëfs is gemaakt door het atelier kerkelijke kunst Noord-Limburg